# الشعر المتدفق
صدرت عملة الشعر المتدفق (بالإنجليزية: Flowing Hair) في الولايات المتحدة بين عامي 1793 و1795. استخدم التصميم لأول نصف العشرة ونصف الدولار والدولار وأول سنتين كبيرين.

## عملات الشعر المتدفق
المصدر:
- سنت مركزي فضي (1792)
- سنت السلسلة[5] (1793)
- سنت إكليل الزهور (1793)
- نصف ديسم (1792)
- نصف عشرة سنتات[6] (1794-1795)
- نصف دولار (1794-1795)
- الدولار[7] (1794-1795)

## معرض صور
| دولار الشعر المتدفق الوجه الأمامي لعملة الدولار المعدنية ذات الشعر المتدفق صدرت عام 1794 | [[ستيلا الشعر المتدفق]] 1879- $4 ذهبي -نمط ستيلا | [[سلسلة الشعر المتدفق]] 1793-1سنت سلسلة الشعر المتدفق | [[نصف عشرة سنت الشعر المتدفق]] الوجه الآخر لنصف العشرة سنتات من فئة 1794 |